# Estadio Walmir Campelo Bezerra
El Estadio Walmir Campelo Bezerra conocido simplemente como Bezerrão, es un estadio de deportes ubicado en Gama en el Distrito Federal en Brasil. Cuenta con una capacidad para 20 000 y es propiedad de la Sociedade Esportiva do Gama.
Fue inaugurado en 1977 y su primer partido fue el 9 de octubre de ese año, en un partido que terminó con una victoria del Botafogo sobre el Gama por 2 a 1. Fue remodelado en 2008. El nombre del estadio es un homenaje al político Antônio Valmir Campelo Bezerra, que era administrador del Gama durante la construcción del estadio.
El 3 de julio de 2019 fue elegido una de las sedes de la Copa Mundial de Fútbol Sub-17 de 2019 a realizarse en Brasil. 

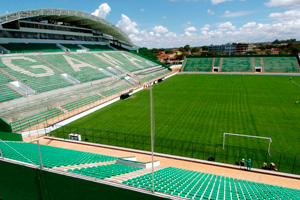
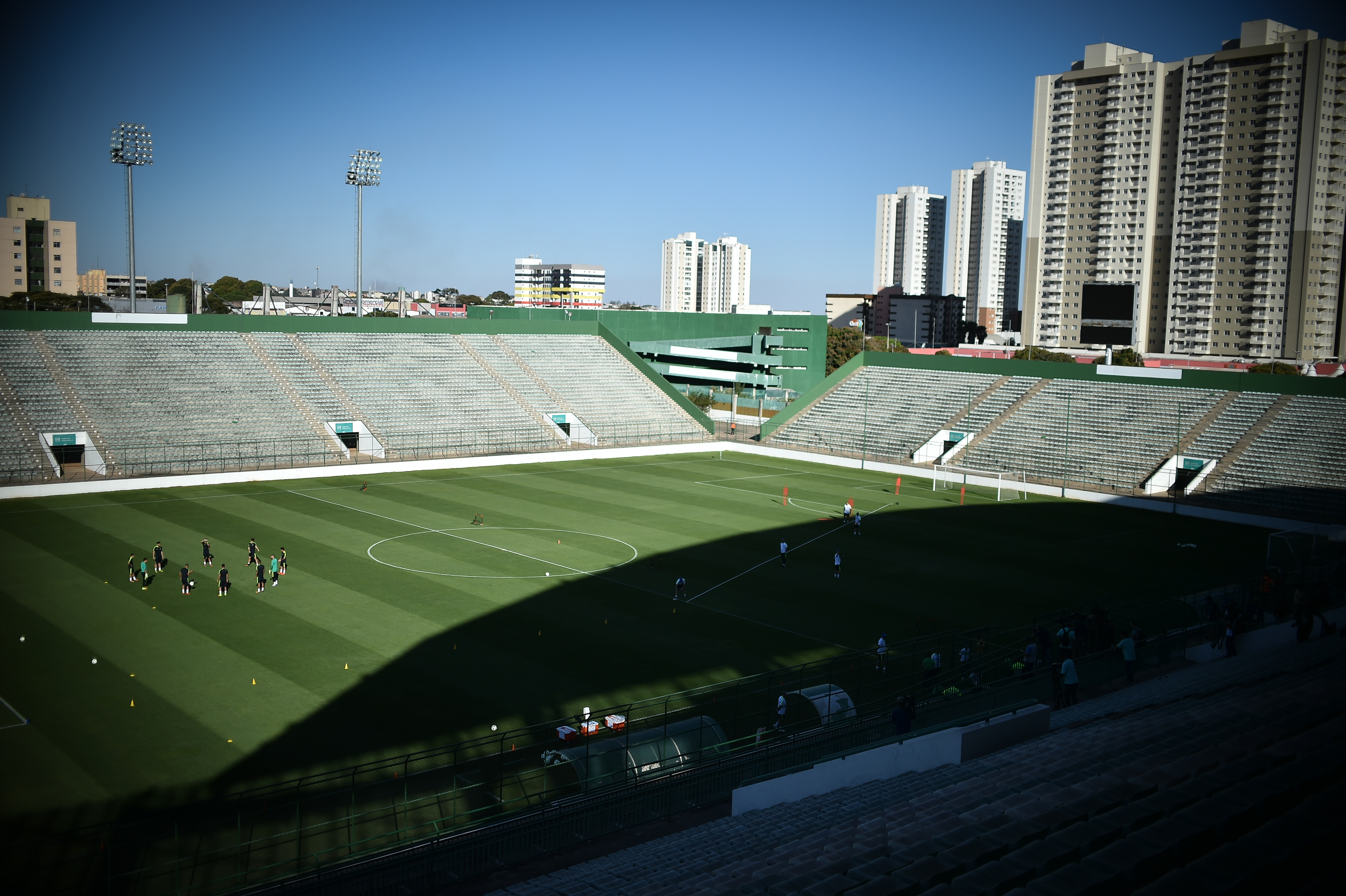